# Bam
Bam város Kermán tartományban, Iránban.

## Fekvése
Az Iráni‑magasföld déli peremén, a sivatagban fekvő település.

## Története
Bam eredete a Kr. e. 4. századra, az Akhaimenida időszakra vezethető vissza. Fontos kereskedelmi útvonalak, (selyemút) kereszteződésében épült. A város az oázisban létesített földalatti öntözőcsatornáinak (qanats) köszönhette fennmaradását. Virágkorát a 7–11. században élte.
Ősi fellegvára, az Arg-é Bam a középkori erődített városok népi építészetének legjellemzőbb példája kb. Kr. e. 248-224 körül, a Pártus Birodalom idején épült sárból (Chineh) és iszaprétegekből. A legtöbb épület azonban a Szafavida dinasztia uralkodása alatt létesült.
A modern Bam városa jóval később jött létre mint a fellegvár. Fokozatosan fejlődött, majd mezőgazdasági és ipari központtá vált.
A város földalatti csatornahálózatának (qanats) köszönhetően citrusfélék termelésével vált ismertté. Híres a textil‑ és ruhaipara. 2003-ban nagyerejű földrengés rongálta meg a várost és a híres fellegvárát is, melyet mára már részben sikerült helyreállítani. Idegenforgalma is fellendült, egyre többen látogatják ókori citadelláját.

## Galéria

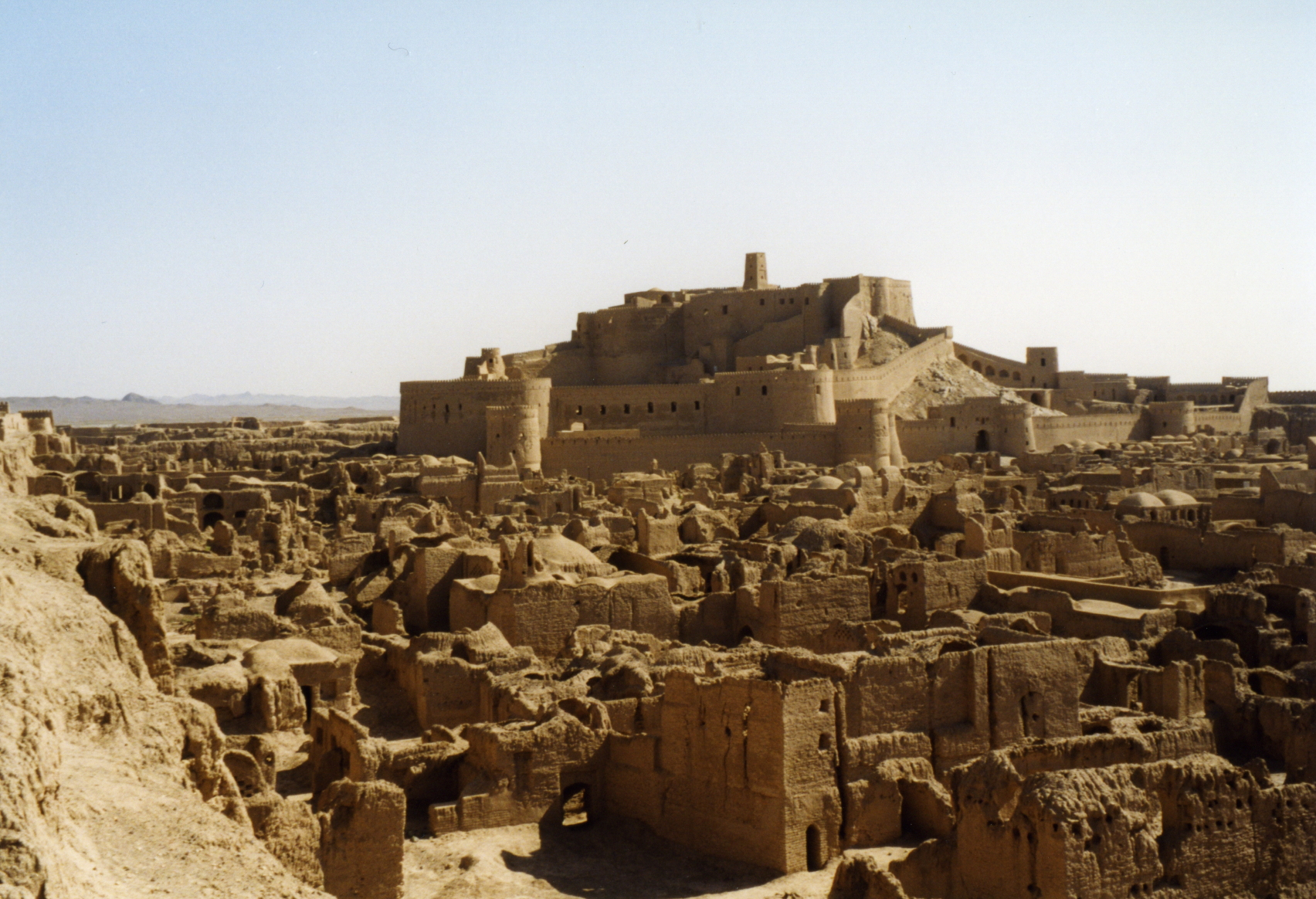
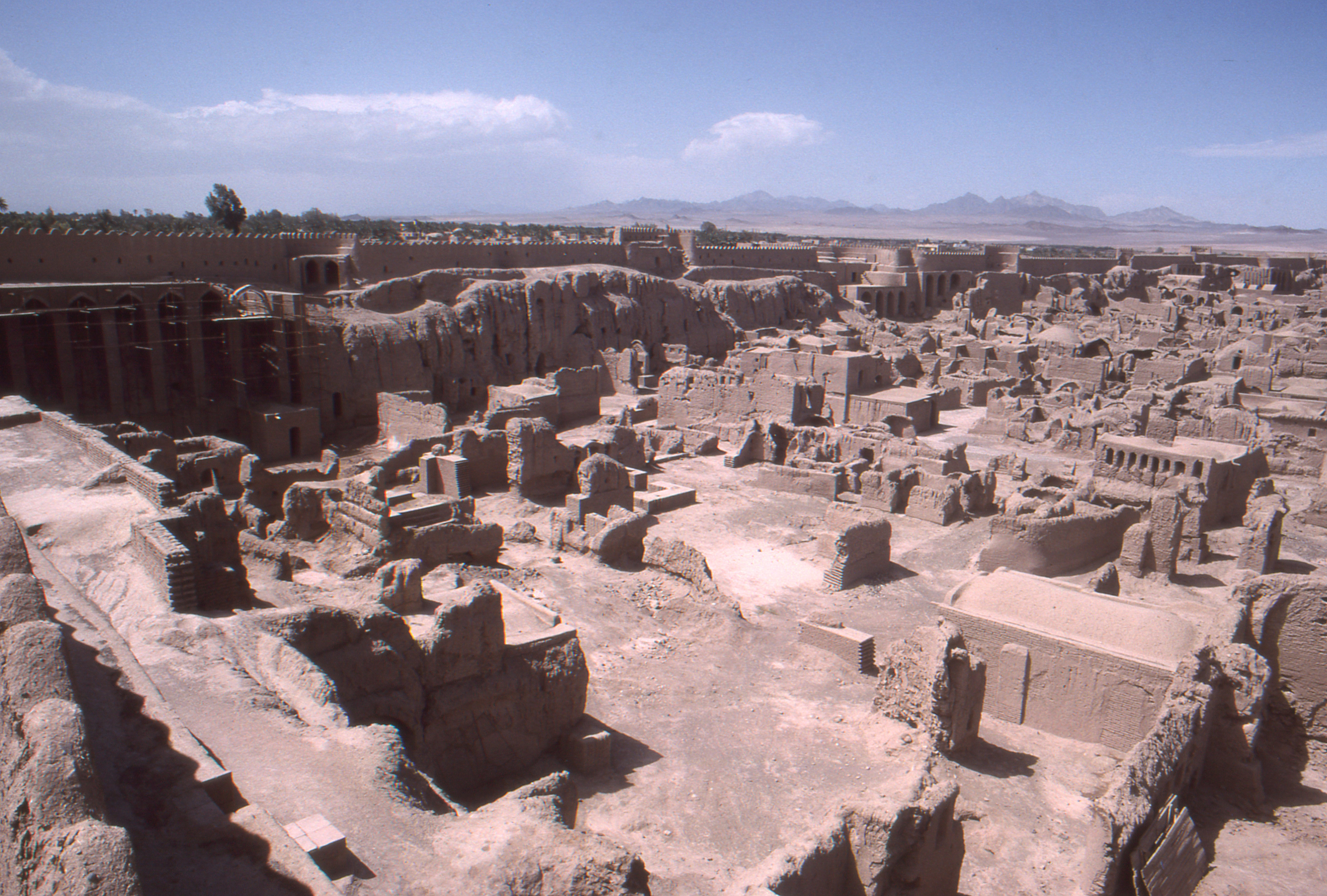
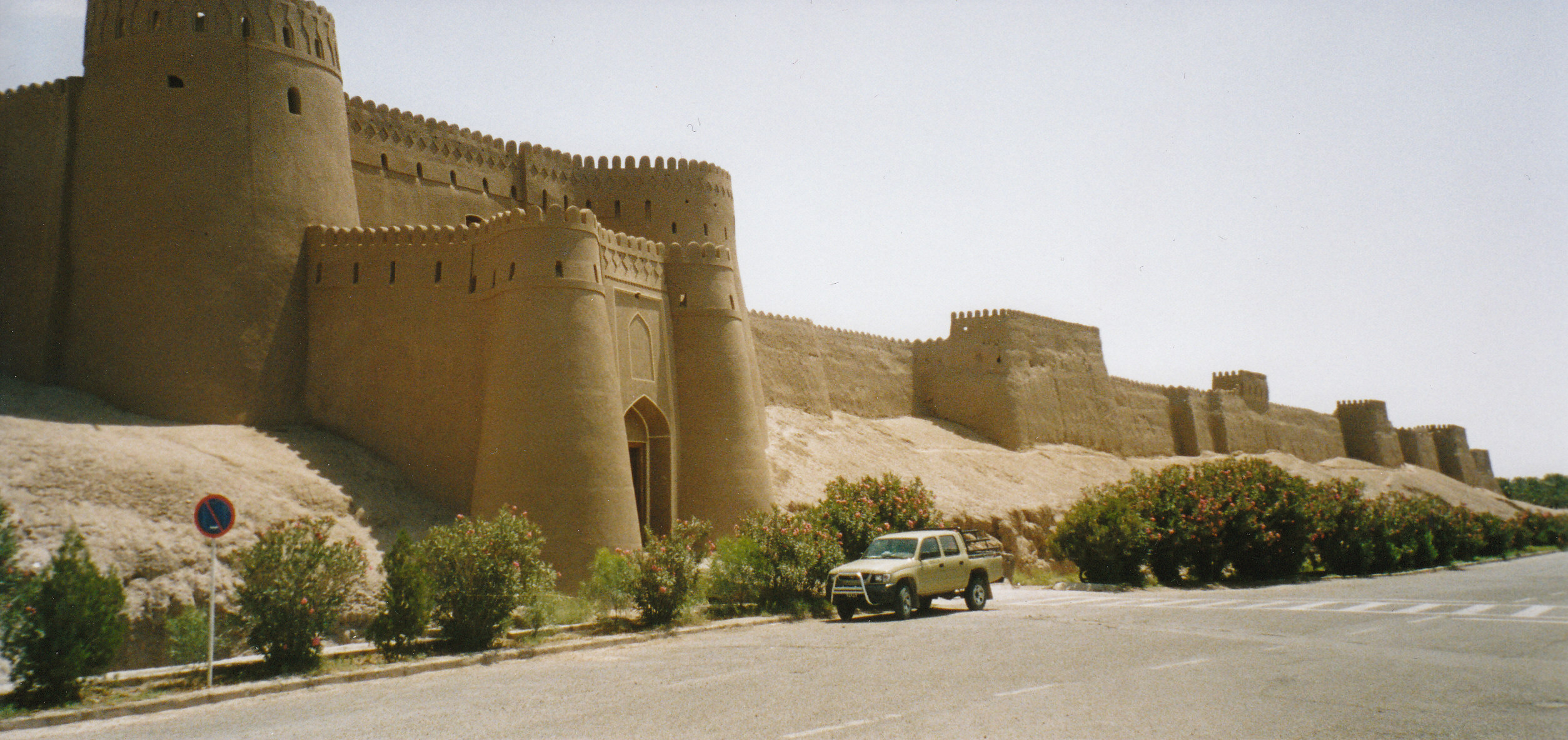
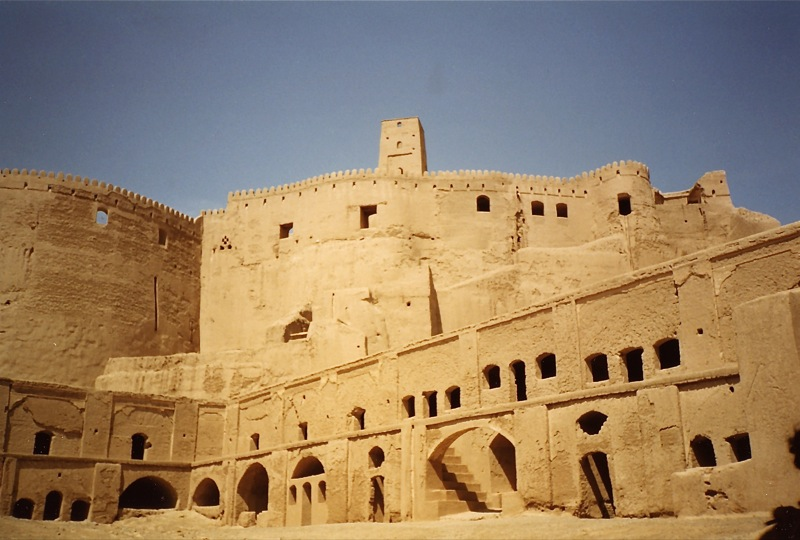
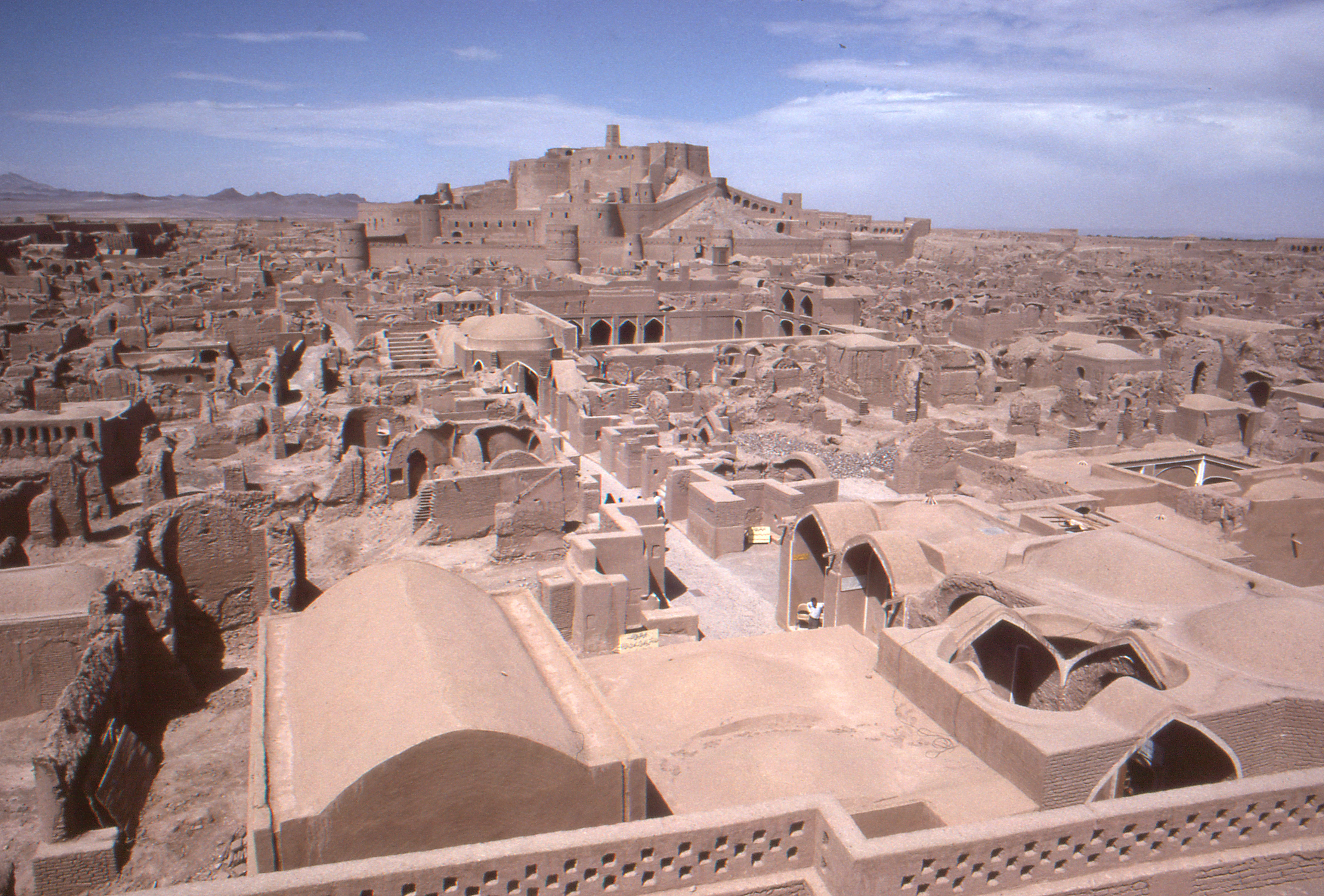
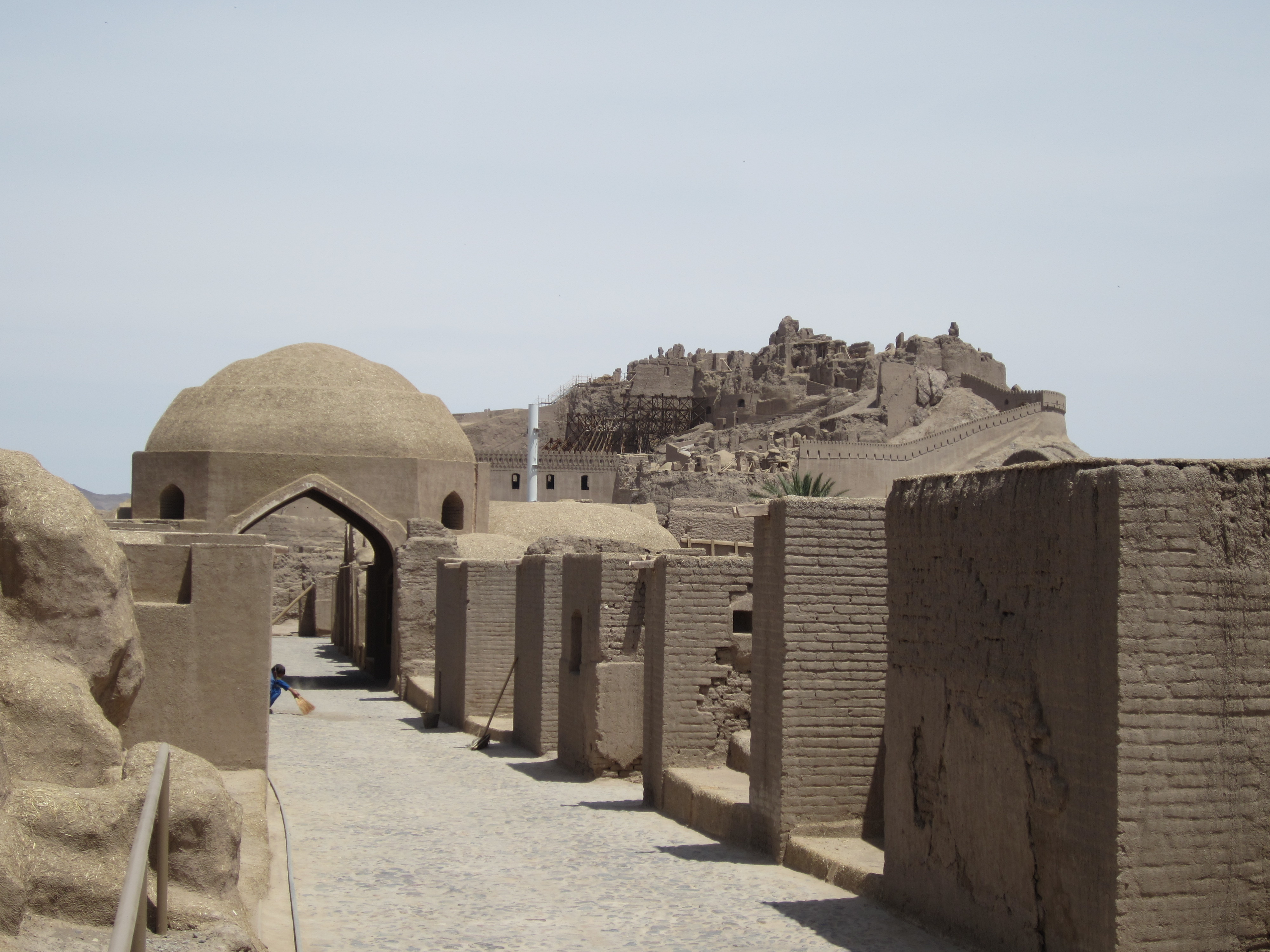

## Fordítás
- Ez a szócikk részben vagy egészben  a   Bam, Iran című angol Wikipédia-szócikk fordításán alapul.  Az eredeti cikk szerkesztőit annak laptörténete sorolja fel. Ez a jelzés csupán a megfogalmazás eredetét és a szerzői jogokat jelzi, nem szolgál a cikkben szereplő információk forrásmegjelöléseként.